# Pols (Ordis)
Pols és una entitat de població del municipi d'Ordis, a l'Alt Empordà.
Aquest veïnat és situat a l'nord-oest del nucli principal del municipi, i frega la moderna variant (Ronda Sud de Figueres) que uneix la carretera Nacional II amb Navata, tot passant entremig de Borrassà i Ordis.
Té com a centre l'església de Santa Maria de Pols.